# Тест Бройша-Паґана
Тест Бройша — Паґана (за іменем Тревора Бройша і Адріана Паґана) застосовується для перевірки гетероскедастичності в лінійній регресійній моделі. Він перевіряє, чи є оціночна дисперсія залишків з регресії залежить від значень незалежних змінних. Простими словами, нульовою гіпотезою тесту є гомоскедастичність.

## Процедура
Припустимо, що ми оцінюємо рівняння
{\displaystyle y=\beta _{0}+\beta _{1}x+u.\,}
Тепер ми можемо оцінити залишок u. Метод найменших квадратів обмежує u так, що їхнє середнє дорівнює 0, отже ми можемо обчислити дисперсію як середній квадрат значень. Навіть простіше, можна прогнати регресію квадратів залишків u на незалежні змінні, що і є Бройш-Паган тестом:
{\displaystyle {\hat {u}}^{2}=\beta _{0}+\beta _{1}x+v.\,}
Якщо F-тест підтверджує, що незалежні змінні спільно значимі, то ми можемо відхилити нульову гіпотезу про гомоскедастичність.
Бройш-Паган тест тестує умовну гетероскедастичность. Це хі-квадрат тест: тест статистика — це nχ2 з k ступенями свободи. Якщо тест Бройша — Паґана показує, що існує умовна гетероскедастичність, це може бути виправлено за допомогою методу Хансена, використовуючи надійні/стійкі стандартні помилки, або переосмислення рівняння регресії.